# Tjärnen, Västergötland
Tjärnen är en sjö i Svenljunga kommun i Västergötland och ingår i Ätrans huvudavrinningsområde.